# Fritz Kwabena Poku

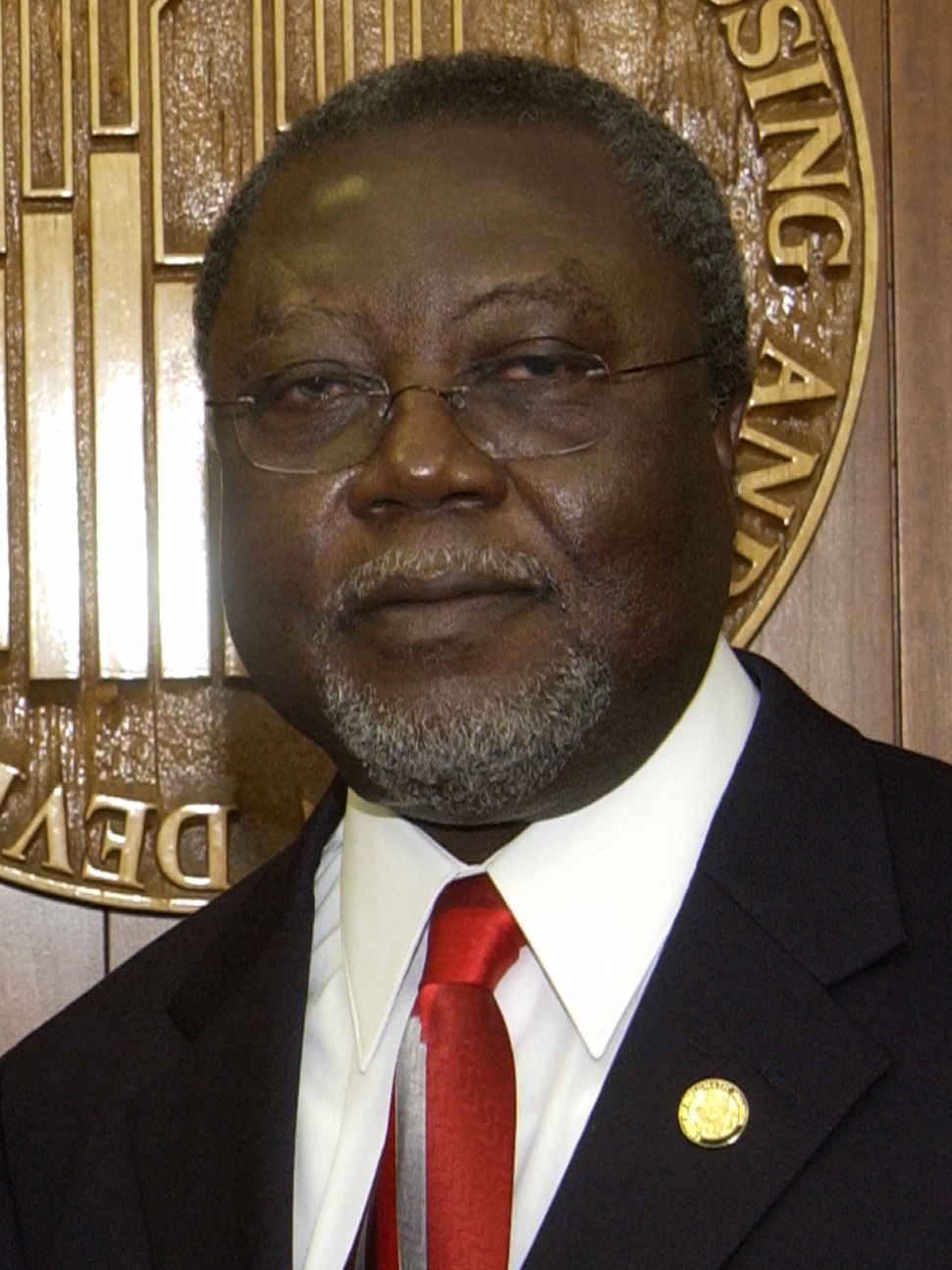
Fritz Kwabena Poku

Fritz Kwabena Poku  (* 1945) ist ein ghanaischer Diplomat im Ruhestand.

## Ausbildung
1966 absolvierte er ein Studium der französischen Sprache an der University of Ghana. 1969 schloss er ein Studium der Französistik an der Université Nangui Abrogoua in Abidjan ab. Er studierte außerdem Rechtswissenschaft an der Universität von Ghana.
Er ist Diplomat für öffentliche Verwaltung des Ghana Institute of Management and Public Administration. 1983 wurde er als Rechtsanwalt in den Gerichten von Ghana zugelassen.

## Werdegang
1970 trat Poku in den auswärtigen Dienst. Im Auswärtigen Amt in Accra wurde er in den Abteilungen Wirtschaftsbeziehungen und Organisation für Afrikanische Einheit beschäftigt. Von 1996 bis 1997 war er Direktor im Ministerium für Auswärtige Angelegenheiten von Ghana. Er war Director of Policy Planning, Forschung und Protokoll und Information und Kultur. Von 1998 bis 2000 war er Chef des Protokolls des Außenministeriums in Accra.
Von 2000 bis zum 18. Oktober 2001 war er Botschafter in Addis Abeba und gleichzeitig Ständiger Vertreter Ghanas bei der Organisation für Afrikanische Einheit sowie der Wirtschaftskommission der Vereinten Nationen für Afrika (ECA). Akkreditiert war er außerdem für Tansania, Uganda, Kenia, Ruanda, Burundi, Dschibuti und Eritrea. Vom 18. Oktober 2001 bis zum 9. September 2004 war er Botschafter in Bern und Ständiger Vertreter beim Büro der Vereinten Nationen in Genf, der Welthandelsorganisation in Genf und dem Büro der Vereinten Nationen in Wien, sowie der IAEO und der Organisation der Vereinten Nationen für industrielle Entwicklung in Wien (Österreich).
Am 4. August 2004 wurde er zum Botschafter in Washington, D.C. ernannt, wo er vom 15. September 2004 bis zum 12. September 2006 akkreditiert war.